# Нова Баварія (станція)
Нова́ Бава́рія — вузлова залізнична станція 3-го класу Харківського залізничного вузла Харківської дирекції Південної залізниці. Розташована у Новобаварському районі Харкова, на Станційному в'їзді, в історичній місцевості Нова Баварія.

## Історія
Станція відкрита у 1876 році

## Колійний розвиток
На станції 12 приймально-відправних колій, з яких дві — II і III — головні. Також до станції примикають декілька під'їзних колій. Бічною платформою обладнано колію 1, а проміжними — попарно I та II, III та IV, V та VI.

## Споруди
На першій платформі розташований головний вхід до пивоварного заводу «Нова Баварія», вокзал, пост централізації, пішохідний міст, водокачка.

## Пасажирське сполучення
Дільниці Нова Баварія — роз'їзд 10 км, Нова Баварія — Шпаківка, Нова Баварія — роз'їзд 8 км, Нова Баварія — Харків-Пасажирський обслуговуються виключно електропоїздами ЕР2 моторвагонного депо Люботин. У парному напрямку електропоїзди прямують до станцій Харків-Пасажирський, Харків-Левада, Харків-Слобідський, у непарному — до станцій Люботин, Люботин-Західний, Огульці, Полтава-Південна, Мерчик, Тростянець-Смородине, Золочів. Для деяких нічних електропоїздів станція Нова Баварія є кінцевою.